# Horace Pitt-Rivers (6e baron Rivers)
Horace Pitt-Rivers, 6e baron Rivers (12 avril 1814 - 3 mars 1880), connu sous le nom d'Horace Beckford jusqu'en 1828 et Horace Pitt de 1828 à 1867, est un pair et officier de l'armée britannique.

## Biographie
Il est né le 12 avril 1814 à Londres, fils cadet d'Horace Beckford et de sa femme Frances, et est baptisé le 11 mai à St George's, Hanover Square. Il fait ses études à la Harrow School de 1824 à 1826, puis au collège militaire de Sandhurst. En 1828, son père hérite des domaines Pitt et du titre de baron Rivers par un reliquat spécial, et adopte le nom de famille de Pitt pour son fils cadet .
Le 27 février 1830, il achète un poste de cornette dans les Royal Horse Guards laissé vacant par le vicomte Fordwich. Le 6 juillet 1832, il achète une lieutenance laissée vacante par George Weld-Forester et le 11 novembre 1836, une capitainerie libérée par John Elphinstone (13e Lord Elphinstone). 
Le 10 avril 1845, à Brighton, il épouse Eleanor Sutor. Aucun enfant n'est né du mariage. Elle est une courtisane de la période Régence sous le nom de « Nellie Holmes », et a vécu avec Pitt avant le mariage. Ils se séparent en 1846.
Pitt est breveté major dans l'armée le 9 novembre 1846 et achète une place laissée vacante par Weld-Forester le 2 septembre 1853, recevant un brevet de lieutenant-colonel à partir de la même date. Il prend sa retraite de l'armée le 21 avril 1854, ayant été contraint de vendre sa commission en raison de ses dettes de jeu et de courses de chevaux. Il passe ensuite plusieurs années à se cacher de ses créanciers, vivant à Soval sur l'île de Lewis puis à partir de 1858 à Kilninver. Il tente d'obtenir le divorce de sa femme, mais sans succès ; la Chambre des Lords estime qu'il n'est pas domicilié en Écosse et qu'il est donc incapable de profiter des lois écossaises plus libérales sur le divorce .
En 1867, Pitt succède à son neveu Henry dans le titre de baron Rivers, et prend le nom de famille de Pitt-Rivers. Il est conservateur en politique . Sa première femme meurt le 3 septembre 1872, à Broxbourne, et le 26 juin 1873, il épouse Emmeline Laura, fille du capitaine John Pownall William Bastard et petite-fille du capitaine John Bastard. Il n'a pas d'enfants de son second mariage.
Il meurt le 3 mars 1880 dans l'imposant 23 Wilton Crescent à Londres et est enterré à Steepleton Iwerne. La pairie s'est éteinte à sa mort. Ses domaines passent à un cousin germain, Augustus Lane-Fox, qui adopte le nom de famille de Pitt Rivers/Pitt-Rivers en conséquence . En 1881, sa veuve épouse Montague George Thorold (décédé en 1920), deuxième fils de Sir John Thorold, onzième baronnet, et meurt le 1er octobre 1918.